# Konstancij Gal
Flavij Klavdij Konstancij Gal (latinsko Flavivs Clavdivs Constantivs Gallvs) je bil od leta 351 do 354 sovladar nižjega ranga (cezar) vzhodnorimskega cesarja Konstancija II.. Zaradi suma, da si namerava prilastiti cesarjev položaj, je bil na cesarjev ukaz usmrčen, * 325/326, Massa Veternensis, Toskana, Italija  † 354, Pola, Italija.
Bil je sin Julija Konstancija, sina Konstancija Klora, in njegove žene Gale. Julij Konstancij je imel v drugem zakonu sina Flavija Klavdija Julijana, kasnejšega cesarja Julija Odpadnika. Julij Konstancij je bil torej polbrat cesarja Konstantina Velikega, njegovi sinovi pa bratranci Konstantina II., Konstancija II. in Konstansa I..
Po Konstantinovi smrti leta 337 je rimska vojska pobila vse moške potomce vzporednih vej Konstantinove dinastije, tudi Julija Konstancija, sinovoma Galu in Julijanu pa so prizanesli. Gal je bil zelo bolan in niso pričakovali, da bo preživel, Julijan pa je bil premlad. Za dečka je najprej skrbel vplivni nadškof Evzebij Nikomedijski, po njegovi smrti pa so ju poslali na cesarjevo posestvo Macel v Kapadokiji, kjer sta živela v nekakšnem hišnem zaporu.
Ker Konstancij II. ni imel otrok in je potreboval predstavnika svoje dinastije na vzhodu, je leta 351 poklical Gala v Sirmij, ga poročil s svojo sestro Konstancijo in proglasil za svojega cezarja. Po proglasitvi je Konstancij Gal odšel v Antiohijo, Konstancij II. pa na pohod proti uzurpatorju Magnenciju. Cesar je Gala obdal z množico zaupnikov, ki so ga stalno nadzirali.
Galova vladavina na vzhodu se je začela z uspešno zadušitvijo upora Judov leta 351 ali 352. Ko je v Antiohiji izbruhnila lakota, je aretiral vse lokalne senatorje in jih obsodil na smrt, ker so kot veleposestniki manipulirali s cenami žita. Senatorjem je nazadnje prizanesel, nezadovoljna množica pa je na Galovo vzpodbudo ubila namestnika guvernerja Sirije Teofila. Konstancij II. je zato na vzhod poslal v inšpekcijo pretorijanskega prefekta Domicijana, ki je Gala v cesarjevem imenu poklical v Italijo. Konstancij Gal je v odgovor spuntal vojake, ki so ubili Domicijana in nekaj cesarskih uradnikov. Ko so v Tiru v Feniciji odkrili tajno pripravljeno škrlatno cesarsko ogrinjalo, je Gal organiziral sodni proces proti svojemu lokalnemu namestniku in ga obsodil na smrt. 
Konstancij II. je po nizu sumljivih dogodkov na vzhodu leta 354 uspel odpoklicati Gala. Njegovo sumničavost je še poglobil Galov svečan prihod v Konstantinopel in organizacija konjskih dirk. Na poti v Italijo so Galu postopoma odtegnili vojaško spremstvo, potem pa so ga v Petovioni aretirali in nato v Poli ubili. Po Libaniju in Ivanu Zonari je bil glavni krivec za Galovo smrt Konstancijev komornik in svetovalec evnuh Evzebij.
Gal in žena Konstantina sta po Julijanovem pričevanju (Pismo Atencem 272D) imela hčerko Anastazijo, katere usoda ni znana.

## Vir
- T.M. Banchich, "Gallus Caesar (15 March 351 – 354 A.D.)", DIR (1997)